# Papilio manlius
Papilio (Druryia) manlius − gatunek motyla z rodziny paziowatych i podrodziny Papilioninae.

## Taksonomia
Gatunek ten opisany został w 1798 roku przez Johana Christiana Fabriciusa w jego Supplementum Entomologiae Systematicae. Jest blisko spokrewniony z P. phorbanta i P. epiphorbas. Dawniej zaliczany był wraz z nimi do podrodzaju Princeps do grupy gatunków P. nireus-group. W klasyfikacji Bernarda Ronda z 2011 roku P. manlius wraz z P. epiphorbas, P. phorbanta i P. oribazus tworzy grupę gatunków P. oribazus-group, której wszyscy przedstawiciele są endemitami różnych części madagaskarskiego regionu zoogeograficznego. Grupa ta umieszczana jest w podrodzaju Druryia.

## Opis

### Imago
Paź o krótkich ogonkach skrzydeł, osiągający od 42 do 52 mm, długości przedniego skrzydła i od 70 do 89 mm rozpiętości skrzydeł. Samiec ma wierzch przednich skrzydeł czarny z jasnymi, irydyzującymi zielonkawo-niebieskimi plamami i żółtymi kropkami. Jego tylne skrzydła nieco zaokrąglenie ząbkowane z podobnymi zielonkawo-niebieskimi plamami na wierzchu. Spód skrzydeł samca czarniawobrązowy z jaśniejszym brzegiem, a na tylnych z żółtawym zabarwieniem, białą, wyraźną w czasie lotu przepaską oraz białymi plamkami przykrawędziowymi i takiej barwy półksiężycowatymi (lunulami). Samica, która z początku została opisana jako odrębny gatunek, jest jaśniejsza, brązowa z podobnymi zielonkawo-niebieskimi plamami jak u samca, a pozbawiona białej przepaski na spodzie skrzydeł.

### Gąsienica
Gąsienice we wszystkich stadiach są ubarwione jasnozielono z czerwonym osmeterium, czym różnią się od współżerujących z nimi na maurytyjskich cytrusach gąsienic P. demodocus.

## Ekologia i występowanie
Gatunek endemiczny dla wyspy Mauritius w archipelagu Maskarenów. Naturalna roślina żywicielska gąsienicy nie jest wzmiankowana w literaturze, jednak podejrzewa się, że jest to dziki przedstawiciel rutowatych. Współcześnie gąsienice tego motyla żerują na introdukowanych na wyspie cytrusach (Citrus sp.). Dzięki temu, że rośliny te są powszechnie uprawiane, a przy tym nie traktowane intensywnie insektycydami, paź ten rozprzestrzenił się szeroko na terenie całej wyspy, jest tam pospolity i nie zagraża mu wyginięcie. Natomiast populacja żerująca na naturalnej roślinności wyspy, jak się przypuszcza, jest niewielka i wymaga działań ochronnych, gdyż naturalny zasięg tego motyla ograniczony jest w zasadzie do Black River Gorges.